# Casa Bianchessi (via Fino)
La Casa Bianchessi, già Patrini, Bettenzoli, è una dimora storica di Crema.

## Storia
L'attuale edificio si erge sul luogo ove sorgevano due costruzioni.

### La chiesa dei Disciplini di Santo Spirito
Era una delle cinque chiese appartenenti ad associazioni di Disciplini, enti laici che si prefiggevano di praticare opere di carità e suffragi, di cui se ne ha menzione per la prima volta in un atto testamentario del 1513, quindi nel 1522.
Fu sconsacrata nel 1799; acquistata all'asta da Francesco Grassi, pervenne pochi anni dopo al conte Lodovico Oldi.

### La contigua abitazione
A sera dell'edificio religioso sorgeva un'abitazione privata che nell'Estimo del 1685 era di proprietà di Nicolò Patrini, figlio del notaio e giureconsulto Muzio. 
Successive lacune documentali impediscono di ricostruirne la storia per i successivi decenni: nel 1798 vi abitava la famiglia Bettenzoli, nobilitata solo da pochi anni (1785); nel 1815 è censita come casa d'affitto.
Risale all'anno 1817 l'acquisto da parte dei conti Oldi.

### La riunificazione in un unico edificio
Lodovico Oldi acquistò anche la chiesa soppressa e presentando istanza datata 29 febbraio 1844 ottenne di abbattere entrambi gli edifici per riedificare l'attuale.
Deceduto l'Oldi senza discendenti, l'edificio fu acquistato dal nobile Vittorio Carioni, scomparso qui nel 1929.